# Supernatural (Band)
Supernatural war eine Band, die als Gewinner aus der schwedischen Ausgabe der Castingshow Popstars im Jahr 2002 hervorging. Ihr gleichnamiger Hit Supernatural erschien 2002 bei Warner Music. Die Gruppe hat sich mittlerweile aufgelöst. Die einzelnen Mitglieder gehen alle unterschiedlichen Projekten nach.
Sängerin Mathilda (Stockholm) ist seit 2008 Mitglied einer Kindermusical-Truppe und spielt dort einen singenden und tanzenden Piraten. Daneben tritt sie noch mit einer vierköpfigen Mädchengruppe, den Cover Girls, in diversen Clubs und bei Events mit mäßigem Erfolg auf.
Sängerin Adela (Stockholm) produzierte 2007 mit Stockbeatz die Titel All on Your Own und Don’t Tell Me You Can, hat seit 2008 jedoch keinen Plattenvertrag mehr.

## Diskografie

### Alben
| Jahr | Titel        | Höchstplatzierung, Gesamtwochen, AuszeichnungChartsChartplatzierungen (Jahr, Titel, Platzierungen, Wochen, Auszeichnungen, Anmerkungen) | Anmerkungen |
| Jahr | Titel        | SE | Anmerkungen |
| ---- | ------------ | --- | ----------- |
| 2002 | Dreamcatcher | SE1 (16 Wo.)SE |             |

### Singles
| Jahr | Titel Album               | Höchstplatzierung, Gesamtwochen, AuszeichnungChartsChartplatzierungen (Jahr, Titel, Album, Platzierungen, Wochen, Auszeichnungen, Anmerkungen) | Anmerkungen |
| Jahr | Titel Album               | SE | Anmerkungen |
| ---- | ------------------------- | --- | ----------- |
| 2002 | Supernatural Dreamcatcher | SE1 (18 Wo.)SE |             |
| 2002 | Rock U Dreamcatcher       | SE3 (21 Wo.)SE |             |
| 2002 | Kryptonite Dreamcatcher   | SE56 (1 Wo.)SE |             |